# Калмиябашевский сельсовет
Калмиябашевский сельсовет — муниципальное образование в Калтасинском районе Башкортостана.

## История
В 2004 году часть территории Тангатаровского сельсовета Бураевского района перешло в состав Калмиябашевского сельсовета, согласно Закону Республики Башкортостан «Об изменениях в административно-территориальном устройстве Республики Башкортостан, изменениях границ и преобразованиях муниципальных образований в Республике Башкортостан» от 17 декабря 2004 года 2004 года N 125-з:

9. Изменить границы Бураевского района, Тангатаровского сельсовета Бураевского района, Калтасинского района, Калмиябашевского сельсовета Калтасинского района согласно представленной схематической карте, передав часть территории площадью 451,3 га Тангатаровского сельсовета Бураевского района в состав территории Калмиябашевского сельсовета Калтасинского района
Согласно «Закону о границах, статусе и административных центрах муниципальных образований в Республике Башкортостан» имеет статус сельского поселения.

## Население
| 2002  | 2009  | 2010  | 2012  | 2013  | 2014  | 2015  |
| ----- | ----- | ----- | ----- | ----- | ----- | ----- |
| 1323  | ↗1379 | ↘1140 | ↘1119 | ↘1095 | ↘1068 | ↘1063 |
| 2016  | 2017  | 2018  |       |       |       |       |
| ↘1024 | ↘1013 | ↘981  |       |       |       |       |

## Состав сельского поселения
| № | Населённый пункт | Тип населённого пункта          | Население |
| - | ---------------- | ------------------------------- | --------- |
| 1 | Калмиябаш        | деревня, административный центр | ↘351      |
| 2 | Бабаево          | деревня                         | ↘336      |
| 3 | Василово         | деревня                         | ↘273      |
| 4 | Надеждино        | село                            | ↗66       |
| 5 | Султанаево       | деревня                         | ↘61       |
| 6 | Барьяза          | село                            | ↗53       |